# Đền Trần (Thái Bình)

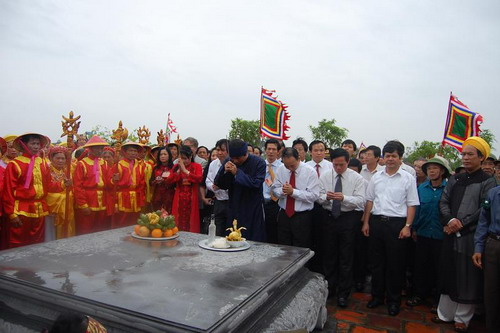
Lễ hội đền Trần

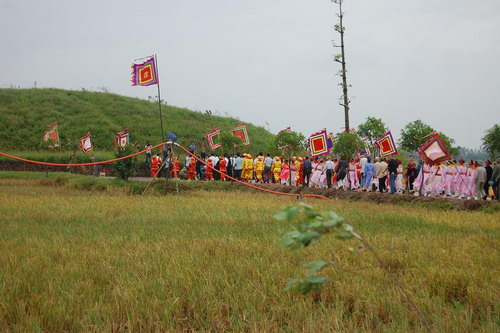
Lễ hội đền Trần

Đền Trần Thái Bình là một quần thể di tích gồm các đền thờ, lăng mộ thờ các vị vua quan nhà Trần. Đền thờ các vua Trần trên đất phát tích Thái Bình (còn gọi là Thái Đường Lăng) thuộc làng Tam Đường, xã Tiến Đức, huyện Hưng Hà. Hệ thống các di tích lịch sử ở đây gồm Khu lăng mộ và đền thờ các vị vua triều Trần đều đã được chính phủ Việt Nam xếp hạng di tích quốc gia đặc biệt quan trọng.

## Lịch sử
Lịch sử Việt Nam ghi nhận vương triều nhà Trần có nhiều vị vua anh minh tuấn kiệt như Trần Thái Tông, Trần Thánh Tông, Trần Nhân Tông và rất nhiều tướng kiệt xuất như Trần Thủ Độ, Trần Hưng Đạo; Trần Quang Khải, Trần Nhật Duật, Trần Khánh Dư... Thái Bình là vùng đất phát tích của vương triều Trần, vì cách đây hơn 700 năm, tại đây các vị vua khai nghiệp nhà Trần được sinh ra, gia tộc nhà Trần dựa vào đây dấy nghiệp.
Các vua Trần đã cho xây dựng một hành cung Long Hưng để tổ chức những đại lễ mừng chiến thắng và Tam đường là nơi lưu giữ hài cốt của các tổ tiên triều Trần như: Thủy tổ Trần Kinh, Ninh tổ Trần Hấp, Nguyên tổ Trần Lý, Thái tổ Trần Thừa... Khi các vị vua và hoàng hậu băng hà thì có tới trên một nửa được an táng tại quê nhà và đều được xây lăng miếu phụng thờ, trong đó Thái Đường Lăng là nơi an nghỉ vĩnh hằng của các vị vua đầu triều Trần như Trần Thái Tông, Trần Thánh Tông, Trần Nhân Tông. Các hoàng hậu sau khi qua đời đều được quy về hợp tác tại các lăng mộ như Thọ lăng, Chiêu lăng, Dự lăng, Quy đức lăng. Năm tháng qua đi, lăng mộ ba vị vua đầu triều Trần và dòng sông Thái Sư vẫn còn đó. Hơn 7 thế kỷ, những di vật nằm sâu trong lòng đất Tam Đường đã được khai quật, giúp hậu thế tìm lại một quần thể kiến trúc lăng mộ, kiến trúc hành cung Long Hưng uy nghi, tráng lệ.

## Vị trí
Khu di tích Quốc gia đặc biệt Đền thờ và lăng mộ các vua Trần (Thái Bình) nằm ở phía Bắc của tỉnh Thái Bình, thuộc làng Tam Đường, xã Tiến Đức huyện Hưng Hà, đền nằm gần QL39, cầu Thái Hà bắc qua sông Hồng, tuyến đường Thái Bình - Hà Nam nối cao tốc Hà Nội - Hải Phòng (CT04) với cao tốc Cầu Giẽ - Ninh Bình (CT01) và ở rất gần các thành phố xung quanh.
- Cách thành phố Hưng Yên 17 km
- Cách thành phố Nam Định 25 km
- Cách thành phố Phủ Lý 30 km
- Cách thành phố Thái Bình 30 km
- Cách thủ đô Hà Nội 80 km

## Tổng quan kiến trúc
Trên diện tích 5175m2, đền thờ các vua Trần, Đức thánh Trần Hưng Đạo, Hoàng hậu và Công chúa triều Trần đã được xây dựng công phu, uy nghi bề thế toạ lạc trên nền phế tích nằm giữa trung tâm xã Tiến Đức với các hạng mục đã hoàn thành là toà hậu cung, toà bái đường, tả vu, hữu vu, nghi môn, đài hoá vàng, ba ngôi mộ các vua Trần và một số công trình kiến trúc liên quan.
Kiến trúc chung gồm 3 đền chính:
- Đền Vua thờ tổ tiên họ Trần, Thái Tổ Trần Thừa và 3 vị vua Trần đầu Triều Trần.
- Đền Thánh thờ Hưng Đạo Vương Trần Quốc Tuấn cùng gia quyến.
- Đền Mẫu thờ Linh Từ Quốc Mẫu Trần Thị Dung, các hoàng hậu, hoàng thái hậu, thái hậu và công chúa Triều Trần.
Đây là một tổng thể kiến trúc rộng lớn, là nơi thờ tự các vua Trần. Các công trình kiến trúc được bố trí theo trục chính, chia thành các không gian như: không gian hành lễ, không gian nội tự đền, không gian vườn cây xanh, là một công trình kiến trúc kế thừa và phát huy truyền thống kiến trúc dân tộc - kiến trúc đình làng. Riêng Toà hậu cung đền Trần là một phần trong tổng thể kiến trúc có kết cấu chữ đinh, gồm hai toà tám gian, trên diện tích 359m2, được khởi dựng bởi sự tài hoa của những người thợ; sự góp mặt của đá trong hợp thể kiến trúc tôn vinh vẻ uy linh của hậu cung với hệ thống rồng đá được chạm trổ tinh vi, sống động.
Nơi đây được gọi là Thái Đường Lăng, hiện còn di tích là ba ngôi mộ táng ba vị vua đầu tiên của Triều Trần là Trần Thái Tông, Trần Thánh Tông, Trần Nhân Tông.

## Lễ hội đền Trần
Lễ hội đền Trần Thái Bình đã được công nhận là di sản văn hóa phi vật thể quốc gia theo Quyết định số 231/QĐ-BVHTTDL ngày 27/01/2014 của Bộ Văn hóa Thể thao và Du lịch.
Lễ hội đền Trần diễn ra vào ngày 13 đến 18 tháng Giêng âm lịch hàng năm, qua đó khẳng định và tôn vinh công lao dựng nước của nhà Trần trong lịch sử Việt Nam.
Các nội dung diễn ra suốt lễ hội từ sáng 13 tháng giêng âm lịch đến hết ngày 18 tháng giêng âm lịch như: Thi cỗ cá, Thi gói bánh chưng, Thi thả diều, Thi pháo đất, Thi vật cầu, Thi kéo co.